# Проступок аббата Муре (фильм)
«Проступок аббата Муре» (фр. La Faute de l'abbé Mouret) — фильм французского режиссёра Жоржа Франжю, снятый в 1970 году по одноимённому роману Эмиля Золя.

## Сюжет
Молодой священник Серж Муре попадает в деревню, жители которой практически безразличны к вопросам веры. Находясь в конфликте между реальностью и внутренними устремлениями, аббат впадает в тяжёлое невротическое состояние. Тогда его дядя, доктор Паскаль, отвозит юношу в заброшенный сад Параду. Здесь Серж встречает красавицу Альбину, и как расцветает в различные периоды года сад, так же развиваются и отношения между молодыми людьми. Однако любовная связь между священником и девушкой не имеет счастливого финала…

## В ролях
- Франсис Юстер — Серж Муре
- Джиллиан Хиллс — Альбина
- Андре Лакомб — Archangias
- Марго Лион — La Teuse
- Люсьен Баржон — Барбрусс
- Фаусто Тоцци — Жанберна
- Тино Карраро — доктор Паскаль
- Сильви Фейт — Розали